# Roselyn Nugba-Ballah
Roselyn Nugba-Ballah es una enfermera de Liberia que ha recibido la medalla Florence Nightingale en 2017.

## Biografía
Nugba-Ballah estudió un bachiller universitario en ciencias en Enfermería en la Mother Patern College of Health Sciences de Monrovia.  También posee una maestría en Políticas de Salud y Gestión de la Universidad Cuttington, al igual que una diplomatura en Organización de Proyectos por el Instituto de Administración Pública de Liberia. Comenzó a trabajar para la Cruz Roja en 2014; se comprometió a trabajar contra el ébola debido al impacto que tiene en las mujeres en su rol de cuidadoras y en cuanto a lo económico, en relación con trabajos relativos al comercio.

## Trabajo durante la epidemia de ébola
Durante la epidemia de ébola de 2014 en Liberia, trabajó como supervisora del equipo de entierro seguro y digno de la Cruz Roja. Se aseguraba de que todos los cadáveres fueran recogidos (con frecuencia, de las calles) y cremados; se hizo conocida por usar ropa médica con la imagen de Winnie the Pooh.
El equipo trabajó particularmente en Monrovia y sus alrededores. Ella pertenecúa a una de las divisiones del equipo de entierro, que tenía 140 miembros, y se apodaba «equipo de los cadáveres 12». Durante su trabajo, Nugba-Bullah y su equipo sufrieron discriminación, ya que trabajaban cerca de las víctimas de la enfermedad; en conocimiento del riesgo físico y psíquico al que se exponían, la enfermera proveyó de un equipo de salud mental a sus colegas. El grupo de Nugba-Ballah contribuyó a la investigación internacional sobre la crisis, especialmente en cuanto a la tasa de mortalidad. Luego, ella continuó investigando sobre la estimación del riesgo de infección en los entierros no seguros.

## Reconocimientos
Nugba-Ballah recibió la medalla Florence Nightingale en 2017 por su trabajo con la Cruz Roja de Liberia, puntualmente en situaciones de desastre, y también por su compromiso con la salud pública y la educación. En su discurso de aceptación, afirmó: «Esta medalla es para todos nosotros; todos trabajamos para ella y merecemos recibirla juntos». Se le han concedido 45 reconocimientos internacionales por sus servicios en el área de la salud. Es una defensora de la educación de la mujer en Liberia.